# Sigrid-Maria Größing
Sigrid-Maria Größing (* 5. Juni 1939 in Sulzbach-Rosenberg, Bayern) ist Historikerin, Autorin und Germanistin.
Größing studierte nach der Matura Geschichte, Geografie und Germanistik in Wien. Dann widmete sie sich der Lehrtätigkeit an verschiedenen höheren Schulen in Österreich und Bayern. Nach einem Doktoratsstudium für Geschichte in Salzburg wurde sie 1993 mit der Dissertation über das Thema: Das Arzneibuch der Philippine Welser. Eine kritische Untersuchung der Ambraser Handschrift zum Dr. phil promoviert. Sie veröffentlichte mehrere Bücher, die das Haus Habsburg zum Thema haben, aber auch Kochbücher wie Palatschinken sind keine Schinken und heitere Sternzeichen-Kochbücher. Der Erfolg ihrer Bücher, die in viele andere Sprachen übersetzt wurden, bewog sie schließlich, sich ganz dem Schreiben zu widmen. Seit 1986 arbeitet sie als freie Schriftstellerin.
Größing ist seit 1961 verheiratet mit dem Sportwissenschaftler Stefan Größing (dem Bruder von Helmuth Größing), hat einen Sohn sowie eine Tochter und lebt in Großgmain bei Salzburg.

## Auszeichnungen
- 2002: Goldenes Verdienstzeichen des Landes Salzburg
- 2012: Goldenes Ehrenzeichen für Verdienste um die Republik Österreich[2]

## Werke (Auswahl)
- Amor im Hause Habsburg. Eine chronique scandaleuse. Verlag Kremayr u. Scheriau, Wien 1990, ISBN 3-218-00507-8.
  - als Heyne-Sachbuch: München 1994, ISBN 3-453-08136-6.
- Kaiserin Elisabeth und ihre Männer. Verlag Carl Ueberreuter, Wien 1998, ISBN 3-8000-3692-4.
- „Wir hätten in einem Rosengarten sitzen können“. Liebe und Leid im Hause Habsburg. Amalthea-Verlag, Wien u. a. 1998, ISBN 3-85002-422-9.
- Karl V. Der Herrscher zwischen den Zeiten und seine europäische Familie. Amalthea, Wien u. a. 1999, ISBN 3-85002-430-X.
- Kronprinz Rudolf. Freigeist, Herzensbrecher, Psychopath. Ueberreuter, Wien 2000, ISBN 3-8000-3784-X.
- Mord im Hause Habsburg. Verlag Carl Ueberreuter, Wien 2001, ISBN 3-8000-3813-7.
- Maximilian I. Kaiser-Künstler-Kampfer. Amalthea-Verlag, Wien 2002.
- Tragödien im Hause Habsburg. Verlag Carl Ueberreuter, Wien 2006.
- Sisi und ihre Familie.  Verlag Ueberreuter, Wien/München 2005, ISBN 3-8000-3857-9.
- AEIOU. Glück und Unglück im österreichischen Kaiserhaus. Verlag Amalthea, Wien 2007, ISBN 978-3-85002-633-8.
- Tu felix Austria – Neue Geschichten aus der Geschichte. Verlag Amalthea, Wien 2010.
- Die Genies im Hause Habsburg. Verlag Amalthea, Wien 2011.
- Als die Sonne nicht unterging. Verlag Amalthea, Wien 2011.
- Berühmte Frauen in der Geschichte. Fünf Portraits. MZ-Buchverlag, Regensburg 2012, ISBN 978-3-934863-83-5.